# 聖痕を受ける聖フランチェスコ (エル・グレコ、ボルチモア)
『聖痕を受ける聖フランチェスコ』（せいこんをうけるせいフランチェスコ、西: San Francisco recibiendo los estigmas、英: Saint Francis Receiving the Stigmata)は、ギリシャ・クレタ島出身のマニエリスム期スペインの巨匠エル・グレコが1585年ごろ、キャンバス上に油彩で制作した絵画である。画面下部右側の紙片の上に「Domenikos Theotolopoulos e poiei (エル・グレコがこれを制作した)」という画家の署名がギリシャ語で記されている。主題は、聖痕 (イエス・キリストが磔になった時に手足に負った傷) を受けるアッシジのフランチェスコである。作品は1931年にヘンリー・ウォルターズ (Henry Walters) から遺贈されて以来、ボルチモアのウォルターズ美術館に所蔵されている。

## 作品
作品の主題である聖フランチェスコは1181年にイタリアのアッシジで生まれた。父親は裕福な毛織物商であったといわれているが、財産の相続を放棄し、世俗を離れ、修道士として奉仕・布教活動に入った。彼の思想に共鳴した同志たちと合流し、フランシスコ会を創設した後、ローマ教皇ホノリウス3世に承認される。1224年 (または1226年) にはヴェルナの山で聖痕を受ける奇跡を経験し、身体にイエス・キリストと同じ傷を持った。フランシスコ会の修道服である暗褐色の粗衣と腰紐が聖フランチェスコのアトリビュート (人物を特定する事物) である。
聖痕を受ける聖フランチェスコの主題は中世より受け継がれたものであるが、16世紀後半に幻視と恍惚によって神との一体化をはかる神秘主義者の支持するところとなり、イタリアとスペインでは美術作品に頻繁に登場するようになった。エル・グレコもこの主題を好み、私的にフランシスコ会を信奉していた彼は、当時の対抗宗教改革時代の神秘的、感情的精神主義の本質的な表現を生み出した。

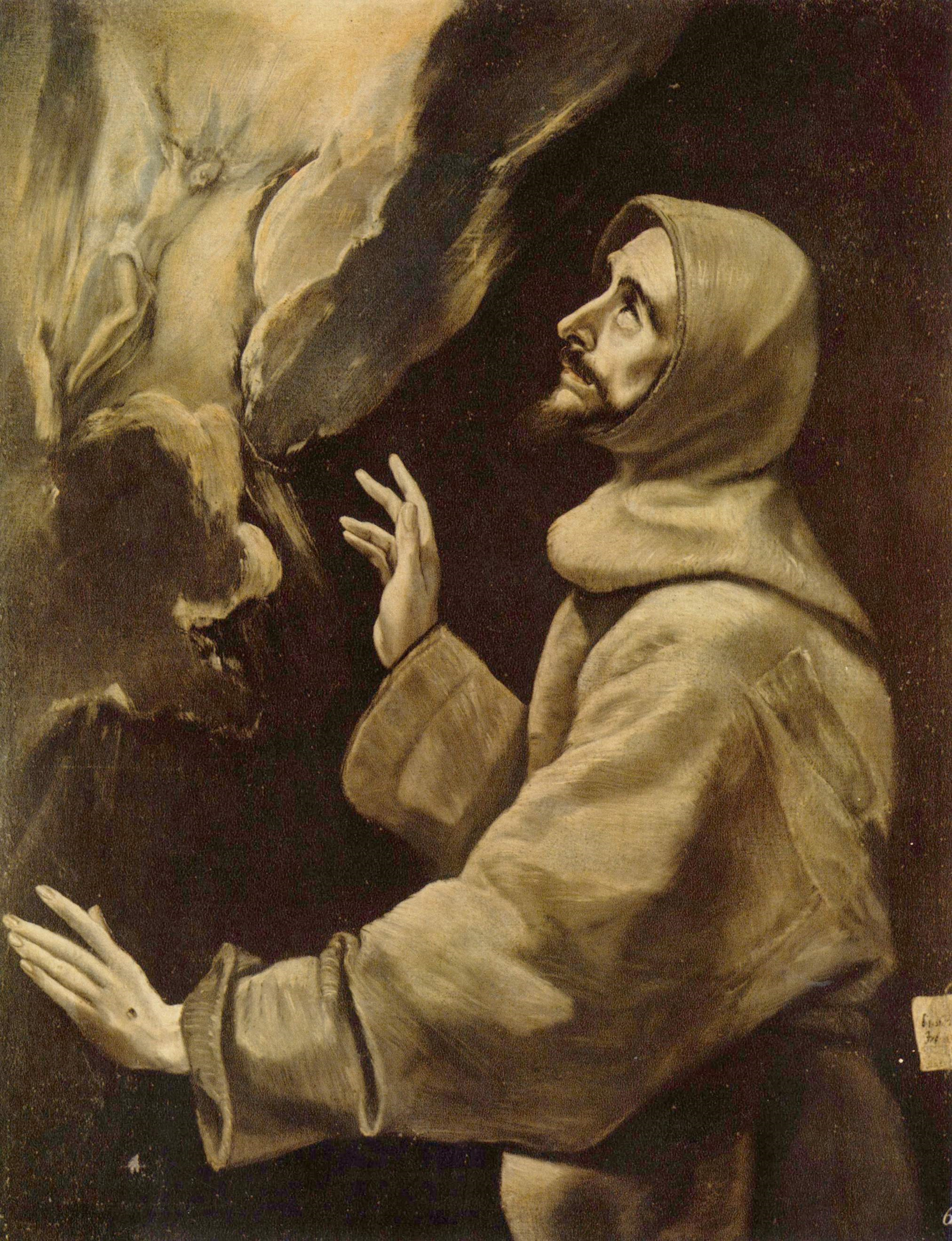
エル・グレコ『聖痕を受ける聖フランチェスコ』　(1585年ごろ)、エル・エスコリアル修道院、マドリード近郊

聖フランチェスコは、聖痕を受ける奇跡を経験した際、6枚の羽の中に磔になったイエス・キリスト像を伴う熾天使 (最高位の天使) を幻視した。 本作は無駄のない構図によって、この場面を明確に示している。聖フランチェスコの優美な手に聖痕の傷が描かれ、彼の釘付けになった視線は奇跡の精神的衝撃を伝えている。灰色の僧衣と頭巾を纏った聖人はキリストから発する冷たい光に青白く輝き、その蒼白な顔、聖痕を受けた表情豊かな手は闇の中に異様な輝きを見せている。
背景の欠如、熾天使の輝かしい顕現、そして引き伸ばされた人物像が現世らしからぬ効果を生み出している。この効果は白い絵具とゆるい筆致により強調されているが、それにより形態は明瞭に表されるというよりは仄めかされている。このような技法は、エル・グレコがスペインに落ち着く以前のヴェネツィア滞在中に学んだものである。作品の現実らしからぬ特質は、画面下部右側にある本物に見える紙片と対照されることで一層高められている。
なお、エル・グレコは本作の第二ヴァージョン (エル・エスコリアル修道院) も描いているが、そのヴァージョンは画面が切断されており、署名が完全には見えない。